# Maaldrift
Maaldrift is een gehucht in de gemeente Wassenaar in Zuid-Holland. Maaldrift heeft ongeveer 140 inwoners en is gelegen tussen de A44 en de Wassenaarsche Wetering. Maaldrift ligt tegen de noordoostzijde van de hoofdplaats Wassenaar aan. In en bij Maaldrift zijn onder meer het industrieterrein Maaldrift II, een defensie-oefenterrein en een camping gelegen.
Van 1923 tot 1961 liep de baan van de Gele Tram (lijn I² van de HTM) van Wassenaar naar Leiden door Maaldrift en er was hier ook een remise gevestigd. Lijn I4 komende uit Den Haag eindigde bij deze remise. De oude baan is nu deels vrijliggend fietspad. 
In Maaldrift speelt de omnisportvereniging ABF van de American School of The Hague en is er het tennispark De Oude Eik.

## Referentie

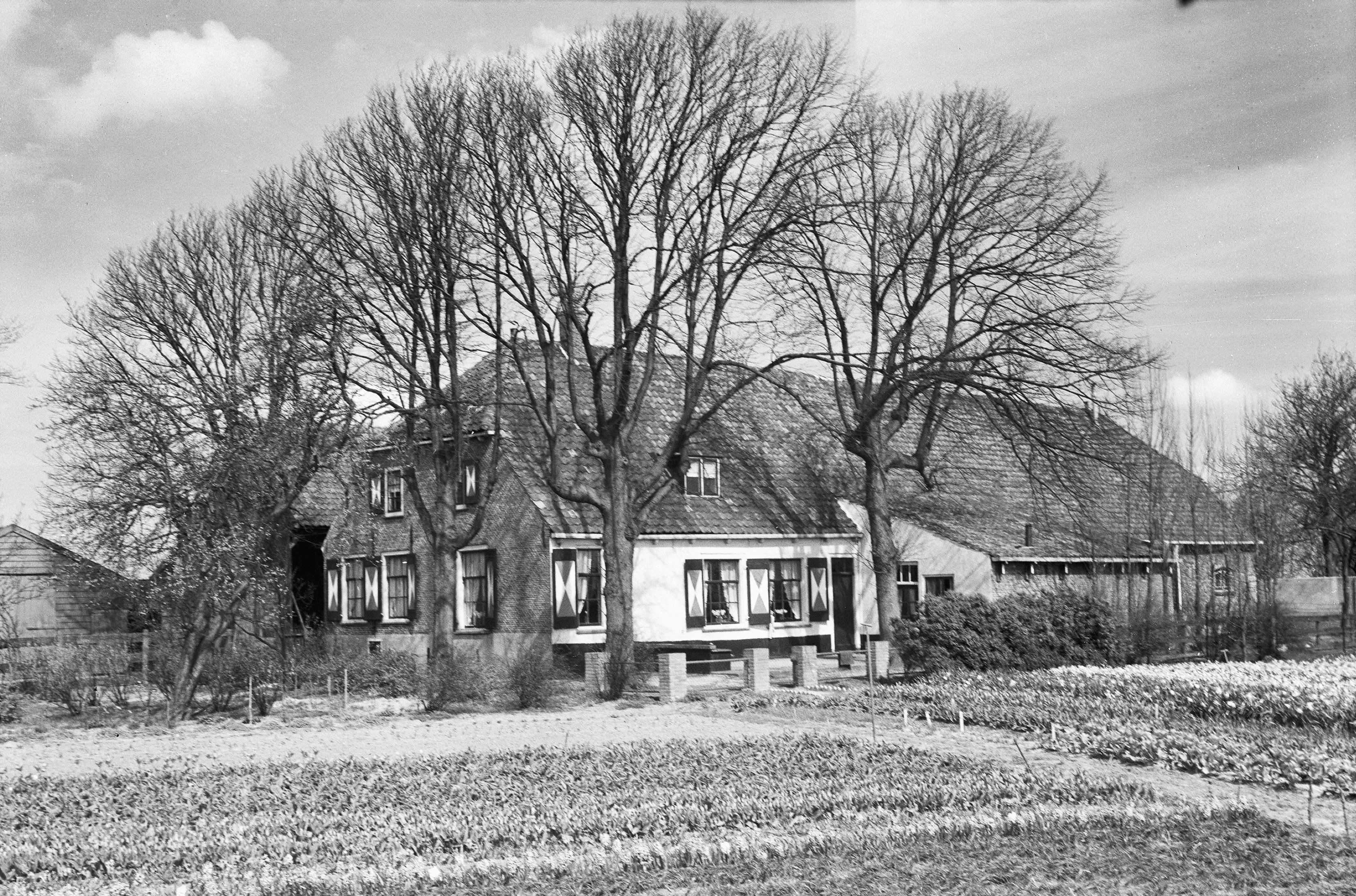
Maaldrift 9

1. ↑  Gemeente op maat - Wassenaar (uitgegeven door het CBS)

Dorp: Wassenaar    Gehucht: Maaldrift     Buurtschappen: Den Deijl · Rijksdorp

Wijken en buurten: De Kieviet · Drie Papegaaien · Kerkehout · Nieuw Wassenaar · Oostdorp · Oud Wassenaar

Zuid-Holland: Steden en dorpen      Nederland: Provincies · Gemeenten